# Sept toccatas pour clavecin

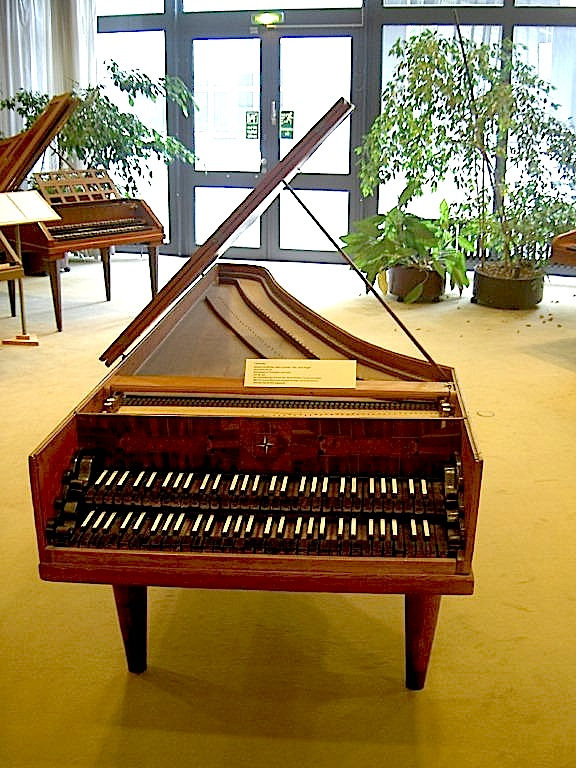
Clavecin dit de Bach.

Les sept toccatas pour clavecin, BWV 910 à 916 ont été composées par Jean-Sébastien Bach, selon toute probabilité à Weimar vers 1709 (les dates extrêmes pouvant être 1705 et 1712 selon Alberto Basso).
Ces pièces ne constituent pas un recueil unifié et ne semblent pas avoir été composées comme un ensemble, à la différence de nombreux autres cycles de Bach. Elles n'ont pas été éditées du temps du compositeur et il n'en existe pas de manuscrit autographe mais elles apparaissent, séparément, dispersées dans de nombreuses copies manuscrites qui prouvent qu'elles ont bénéficié d'une large diffusion au moins dans l'entourage du compositeur (élèves et famille).
On ne sait pas dans quelle intention elles ont été composées ni quelle est leur origine. Ce qui apparait certain, c'est qu'elles sont de longueur et de complexité inhabituelles pour des toccatas destinées au clavecin, et que Bach réalise ici un des chefs-d'œuvre du genre.
Ce sont des pièces virtuoses qui requièrent une grande technique et une forte indépendance des mains ne répondant pas à un schéma unique ; elles ont cependant en commun et comme principe dominant celui du concerto avec dialogue entre tutti et solo, mais alternant avec de longues séquences d'aspect improvisatoire ou de construction contrapuntique, avec de brusques variations de style, de rythme, etc.
1. BWV 910 - Toccata en fa dièse mineur
2. BWV 911 - Toccata en do mineur
3. BWV 912 - Toccata en ré majeur
4. BWV 913 - Toccata en ré mineur
5. BWV 914 - Toccata en mi mineur
6. BWV 915 - Toccata en sol mineur
7. BWV 916 - Toccata en sol majeur